# Arroyo del Medio (Misiones)

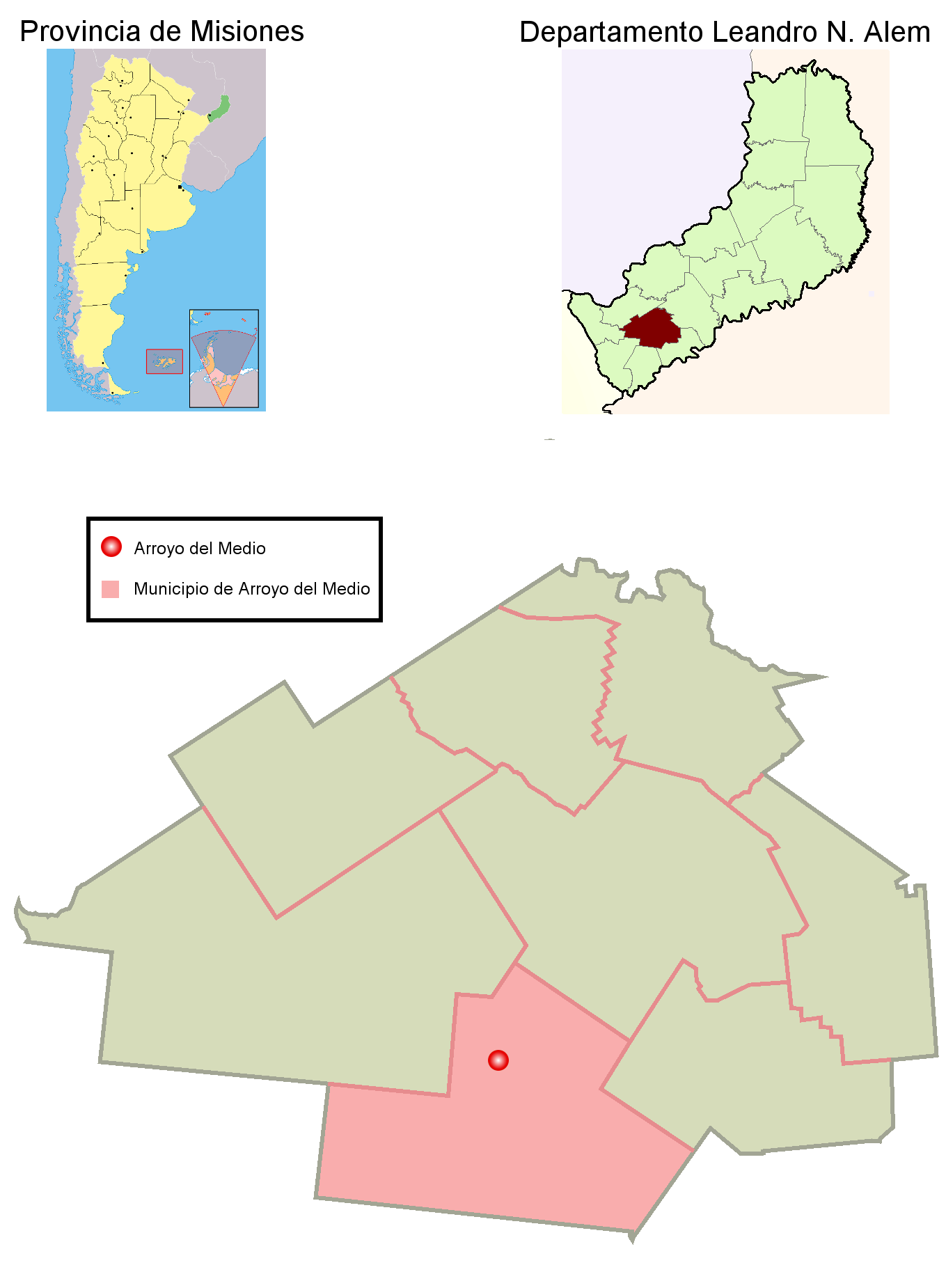
Área del municipio de Arroyo del Medio en el departamento Leandro N. Alem y su localidad cabecera.

Arroyo del Medio es una ciudad argentina de la provincia de Misiones.
El municipio está situado en el departamento Leandro N. Alem; limita con los municipios de Cerro Azul, Leandro N. Alem y Dos Arroyos del mismo departamento, y con los de San José del departamento Apóstoles, Santa María del departamento Concepción e Itacaruaré del departamento San Javier.
El municipio cuenta con una población de 2.142 habitantes, según el censo del año 2001 (INDEC).
- Datos: Q2242988
- Multimedia: Arroyo del Medio (Misiones, Argentina) / Q2242988